# فرانك كرين
فرانك كرين هو سياسي أمريكي، (و. 1855  م). نشط حزبياً في الحزب الجمهوري.